# Aigneville
Aigneville (en picard : Ingville) est une commune française située dans le département de la Somme en région Hauts-de-France.

## Géographie

### Localisation
Aigneville est un village picard situé dans le Vimeu.
Limitrophe de Feuquières-en-Vimeu, la localité est située à 7 km au nord-est de Gamaches, 8 km au sud-est de Friville-Escarbotin, 14 km à l'est d'Eu-le-Tréport, 17 km au sud-ouest d'Abbeville et à 51 km au nord-ouest d'Amiens à vol d'oiseau.
Le territoire de la commune est limitrophe de ceux de huit communes.
Les communes limitrophes sont  Acheux-en-Vimeu, Buigny-lès-Gamaches, Chépy, Embreville, Feuquières-en-Vimeu, Fressenneville, Maisnières et Tours-en-Vimeu.

### Hydrographie
La commune est traversée par la ligne de partage des eaux entre les bassins hydrographiques Artois-Picardie et Seine-Normandie. Elle n'est drainée par aucun cours d'eau.

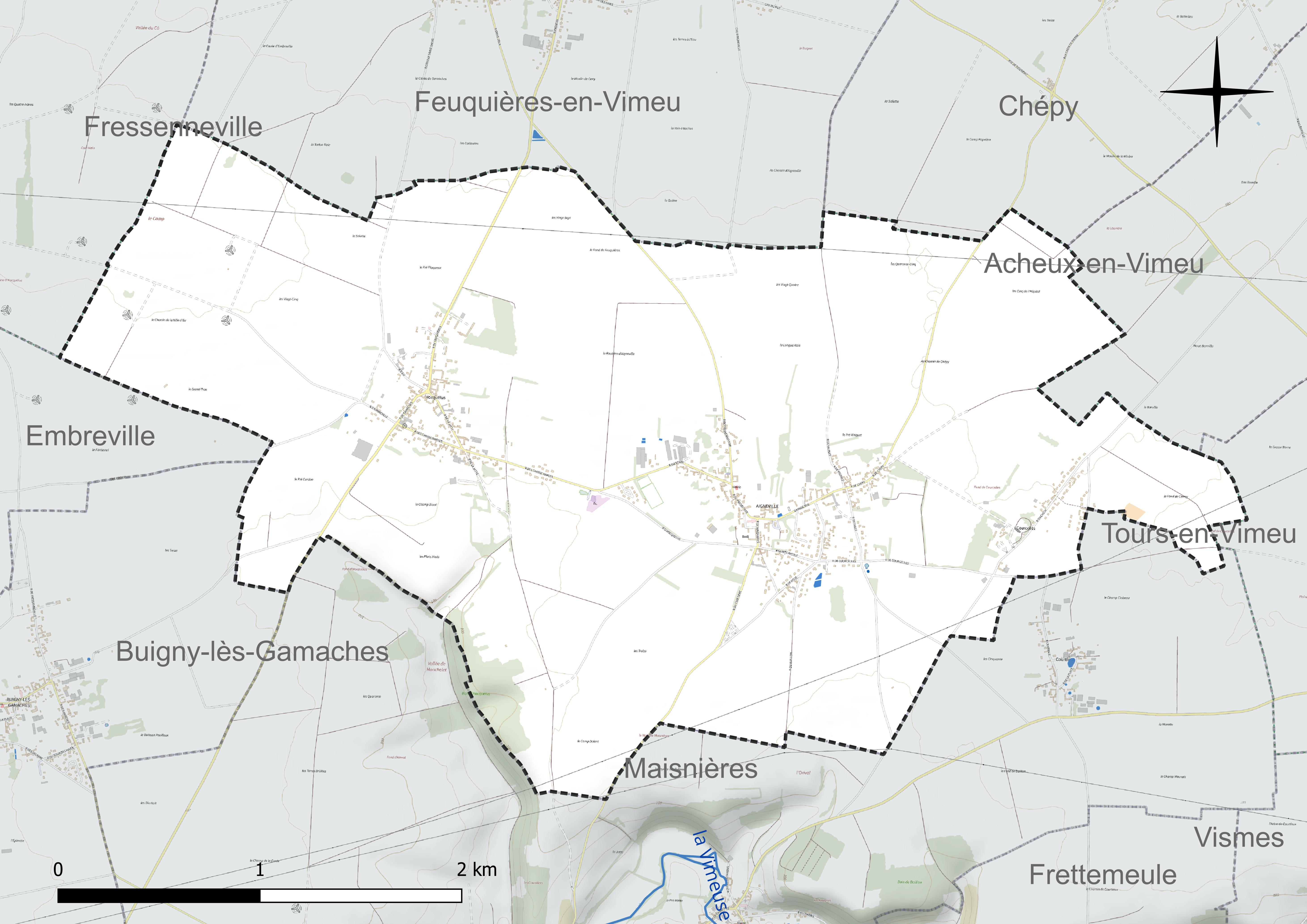
Réseau hydrographique d'Aigneville.

### Climat
Pour des articles plus généraux, voir Climat des Hauts-de-France et Climat de la Somme.
En 2010, le climat de la commune est de type climat océanique altéré, selon une étude du CNRS s'appuyant sur une série de données couvrant la période 1971-2000. En 2020, Météo-France publie une typologie des climats de la France métropolitaine dans laquelle la commune est exposée à un climat océanique et est dans la région climatique Côtes de la Manche orientale, caractérisée par un faible ensoleillement (1 550 h/an) ; forte humidité de l'air (plus de 20 h/jour avec humidité relative > 80 % en hiver), vents forts fréquents.
Pour la période 1971-2000, la température annuelle moyenne est de 10,2 °C, avec une amplitude thermique annuelle de 13,7 °C. Le cumul annuel moyen de précipitations est de 867 mm, avec 12,7 jours de précipitations en janvier et 8,7 jours en juillet. Pour la période 1991-2020, la température moyenne annuelle observée sur la station météorologique la plus proche, située sur la commune d'Oisemont à 14 km à vol d'oiseau, est de 11,1 °C et le cumul annuel moyen de précipitations est de 801,4 mm,. Pour l'avenir, les paramètres climatiques de la commune estimés pour 2050 selon différents scénarios d'émission de gaz à effet de serre sont consultables sur un site dédié publié par Météo-France en novembre 2022.

## Urbanisme

### Typologie
Au 1er janvier 2024, Aigneville est catégorisée commune rurale à habitat dispersé, selon la nouvelle grille communale de densité à sept niveaux définie par l'Insee en 2022.
Elle est située hors unité urbaine. Par ailleurs la commune fait partie de l'aire d'attraction de Friville-Escarbotin, dont elle est une commune de la couronne,. Cette aire, qui regroupe 33 communes, est catégorisée dans les aires de moins de 50 000 habitants,.

### Occupation des sols
L'occupation des sols de la commune, telle qu'elle ressort de la base de données européenne d'occupation biophysique des sols Corine Land Cover (CLC), est marquée par l'importance des territoires agricoles (91,2 % en 2018), une proportion identique à celle de 1990 (91,2 %). La répartition détaillée en 2018 est la suivante : 
terres arables (74,3 %), prairies (14 %), zones urbanisées (7,6 %), zones agricoles hétérogènes (2,9 %), forêts (1,2 %). L'évolution de l'occupation des sols de la commune et de ses infrastructures peut être observée sur les différentes représentations cartographiques du territoire : la carte de Cassini (XVIIIe siècle), la carte d'état-major (1820-1866) et les cartes ou photos aériennes de l'IGN pour la période actuelle (1950 à aujourd'hui).

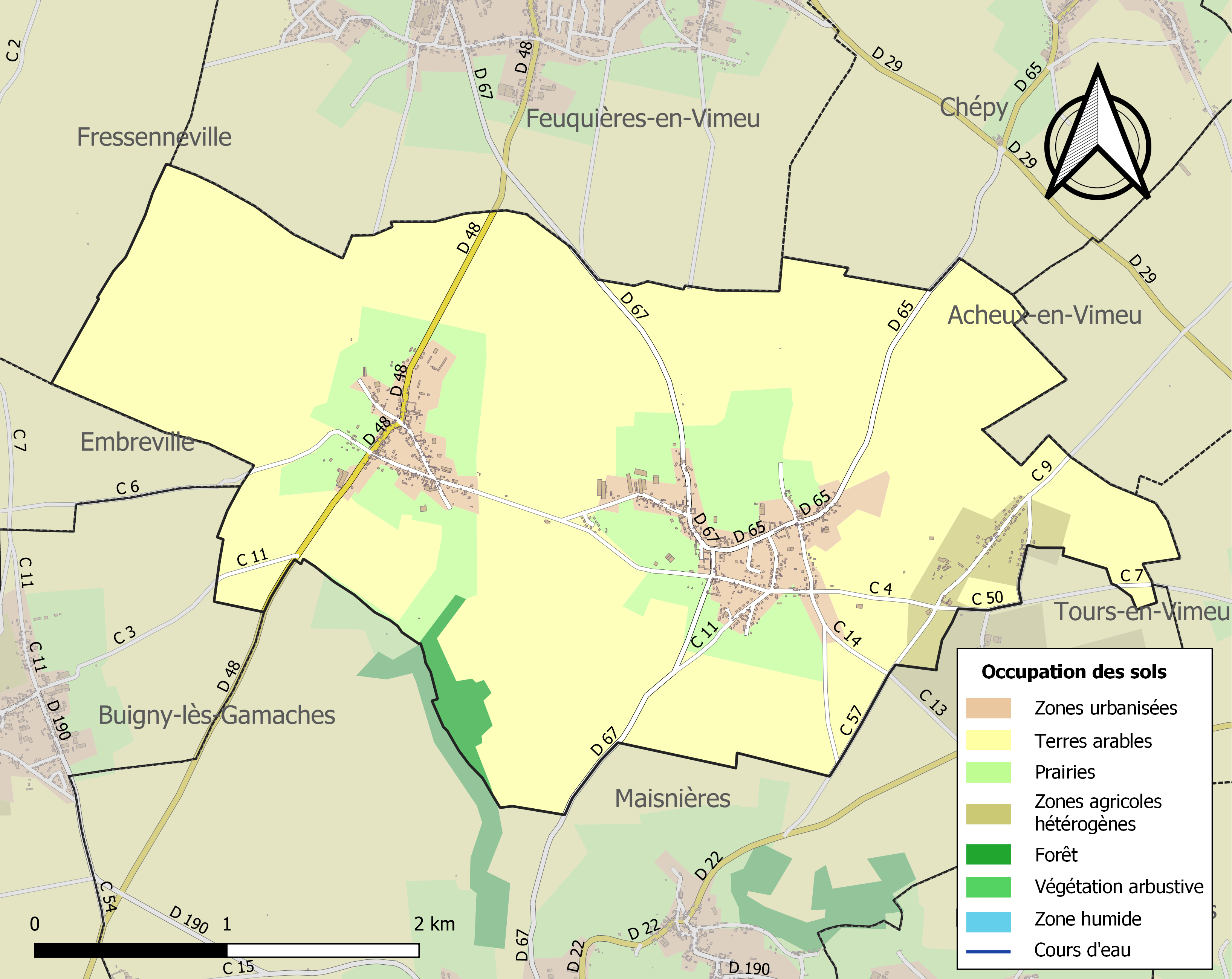
Carte des infrastructures et de l'occupation des sols de la commune en 2018 (CLC).

### Lieux-dits, hameaux et écarts
La commune s'est vue augmenter du village d'Hocquélus et du hameau de Courcelles. Avant la Révolution française, Courcelles faisait partie de la paroisse de Vismes.

### Voies de communication routières
Le village est traversé par les routes départementales D48 (axe Gamaches - Saint-Valery-sur-Somme), D65, qui part d'Aigneville pour aller à Saigneville, et D67 (axe Bouillancourt-en-Séry - Feuquières-en-Vimeu).

## Toponymie
Le nom de la localité est attesté sous sa forme actuelle en 1227.
Ce toponyme dériverait d'un anthroponyme Agino, semble-t-il germanique, avec un suffixe -ville dérivant du latin Villa et rappelant l'origine gallo-romaine de ce lieu ; les Villa étaient, à l'origine, des domaines ruraux gallo-romains.
Pour certains, l'origine du nom de la commune serait latine : agni villa, c'est-à-dire « villa des agneaux », à l'époque romaine.
Le village fait partie de l'aire linguistique du picard, et est appelée Ingville dans cette langue.
Le hameau de Courcelles a connu différentes appellations : en 831, Curticula (petit courtil), en 844 Curticella, 1185 : Cortisels, 1492 : Courcelles, 1703 : Courcelle en Vimeu, 1753 : Courchelles, 1782 : Courselles.

## Histoire
De nombreux silex taillés et polis ont été trouvés sur le territoire, un atelier de taille a été localisé.
Au lieudit le Temple, les vestiges d'une villa gallo-romaine ont été mis en évidence et des monnaies anciennes découvertes sur le site.
Gauthier d'Aigneville, chevalier, « Galterus de Agnivilla », participe aux croisades. Il est à Damiette en septembre 1249.
Aigneville faisait partie de la châtellenie de Maisnières dépendant de l'abbaye de Corbie.
Coluche, en compagnie de Michel Denisot, Jean-Luc Lahaye, Rémy Julienne... est venu à Courcelles. Il y a organisé une épreuve automobile tout terrain en nocturne sur circuit fermé, avec de vieilles voitures, le 24 août 1985.

## Politique et administration

### Liste des maires
| Période                                  | Période                      | Identité              | Étiquette | Qualité                         |
| ---------------------------------------- | ---------------------------- | --------------------- | --------- | ------------------------------- |
| Les données manquantes sont à compléter. |                              |                       |           |                                 |
| décembre 1940                            | 1946                         | Fernand Goujon        |           |                                 |
| mars 1946                                | 1971                         | Paul Gamard           |           |                                 |
| mars 1971                                | 1983                         | François Danzel       |           |                                 |
| mars 1983                                | 1989                         | Daniel Neyens         |           |                                 |
| mars 1989                                | 2008                         | Maurice Dieu          |           |                                 |
| mars 2008                                | En cours (au 7 juillet 2020) | Michel Dequevauviller |           | Réélu pour le mandat 2020-2026, |

## Population et société

### Démographie
À partir du XXIe siècle, les recensements réels des communes de moins de 10 000 habitants ont lieu tous les cinq ans. Pour Aigneville, cela correspond à 2006, 2011, etc. Les autres dates de « recensements » (2009, etc.) sont des estimations légales.
L'évolution du nombre d'habitants est connue à travers les recensements de la population effectués dans la commune depuis 1793. Pour les communes de moins de 10 000 habitants, une enquête de recensement portant sur toute la population est réalisée tous les cinq ans, les populations de référence des années intermédiaires étant quant à elles estimées par interpolation ou extrapolation. Pour la commune, le premier recensement exhaustif entrant dans le cadre du nouveau dispositif a été réalisé en 2006.

En 2022, la commune comptait 904 habitants, en évolution de +2,61 % par rapport à 2016 (Somme : −1,26 %, France hors Mayotte : +2,11 %).
| 1793 | 1800 | 1806 | 1821 | 1831 | 1836 | 1841 | 1846 | 1851 |
| ---- | ---- | ---- | ---- | ---- | ---- | ---- | ---- | ---- |
| 742  | 746  | 786  | 758  | 816  | 790  | 763  | 784  | 748  |

| 1856 | 1861 | 1866 | 1872 | 1876 | 1881 | 1886 | 1891 | 1896 |
| ---- | ---- | ---- | ---- | ---- | ---- | ---- | ---- | ---- |
| 712  | 709  | 752  | 755  | 755  | 764  | 753  | 741  | 702  |

| 1901 | 1906 | 1911 | 1921 | 1926 | 1931 | 1936 | 1946 | 1954 |
| ---- | ---- | ---- | ---- | ---- | ---- | ---- | ---- | ---- |
| 674  | 669  | 654  | 602  | 612  | 582  | 577  | 599  | 586  |

| 1962 | 1968 | 1975 | 1982 | 1990 | 1999 | 2006 | 2011 | 2016 |
| ---- | ---- | ---- | ---- | ---- | ---- | ---- | ---- | ---- |
| 624  | 663  | 658  | 630  | 635  | 658  | 799  | 842  | 881  |

| 2021 | 2022 | - | - | - | - | - | - | - |
| ---- | ---- | - | - | - | - | - | - | - |
| 901  | 904  | - | - | - | - | - | - | - |

### Enseignement
Le village scolarisait les élèves sur quatre classes, de la maternelle aux cours moyens. Pour l'année scolaire 2016-2017, l'école d'Hocquélus accueille les 29 écoliers des cours élémentaires. Le transport scolaire achemine les enfants dans leurs écoles respectives.
En septembre 2020 est mis en service un regroupement pédagogique concentré (PRC) qui se substitue à cette organisation. Il s'agit d'un équipement neuf construit entre Aigneville et le hameau de Hocquélus, rue des Chasse-Marée. L'école la Clé-des-Champs scolarisera également les enfants  de Courtieux, un hameau de Maisnières. L'établissement est doté de trois classes d'élémentaire et une de maternelle. Un dortoir, une salle de motricité et une salle de réunion complètent les services disponibles. La cantine et la garderie sont implantés dans la salle polyvalente située à proximité. Sur les 1,250 M€ du coût de cette réalisation, la commune a conservé à sa charge 400 000 €, partiellement financés par emprunt,.

## Culture locale et patrimoine

### Lieux et monuments
L'association de sauvegarde de la mémoire et du patrimoine d'Aigneville-Hocquélus (SPMA) organise des actions et édite des documents relatifs au village.
- Église Saint-Martin à Aigneville dont la partie la plus ancienne est revendiquée du XIe siècle[22].
- Chapelle d'Hocquélus. Notre-Dame d'Hocquelus a été construite en 1620 par Charles de Belleval, sieur de Rouvroy, d'abord dans l'enceinte du château. C'est en 1659 qu'elle est déplacée là où elle se trouve aujourd'hui[35],[36],[37].

La chapelle appartient à l'Ordre de Malte.
- Château d'Aigneville.
- Château de Courcelles.
- Château d'Hocquélus.
- Croix de pierre médiévales.
- Salle communale François-David, entre Aigneville et Hocquélus.

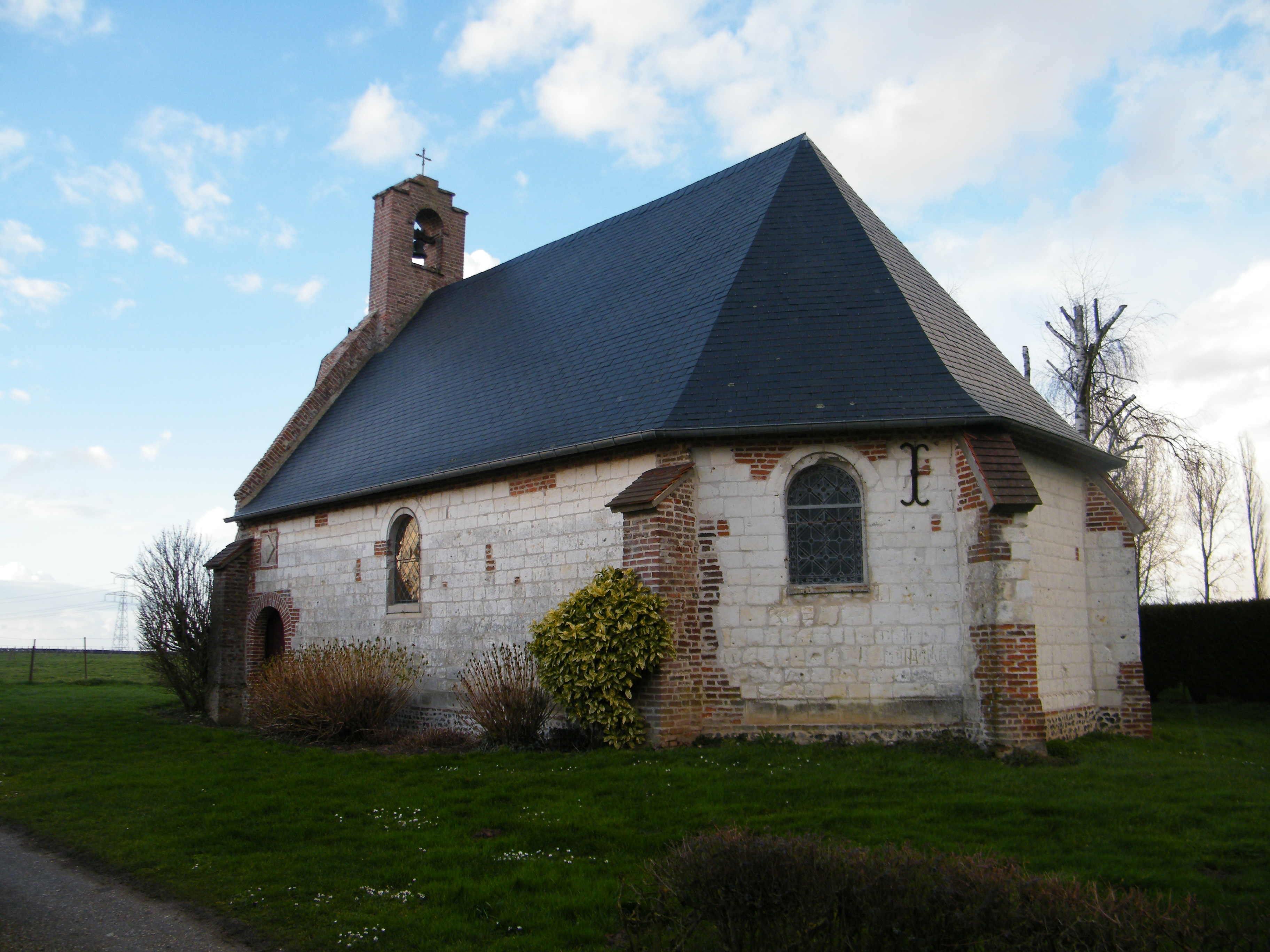
Chapelle d'Hocquélus.
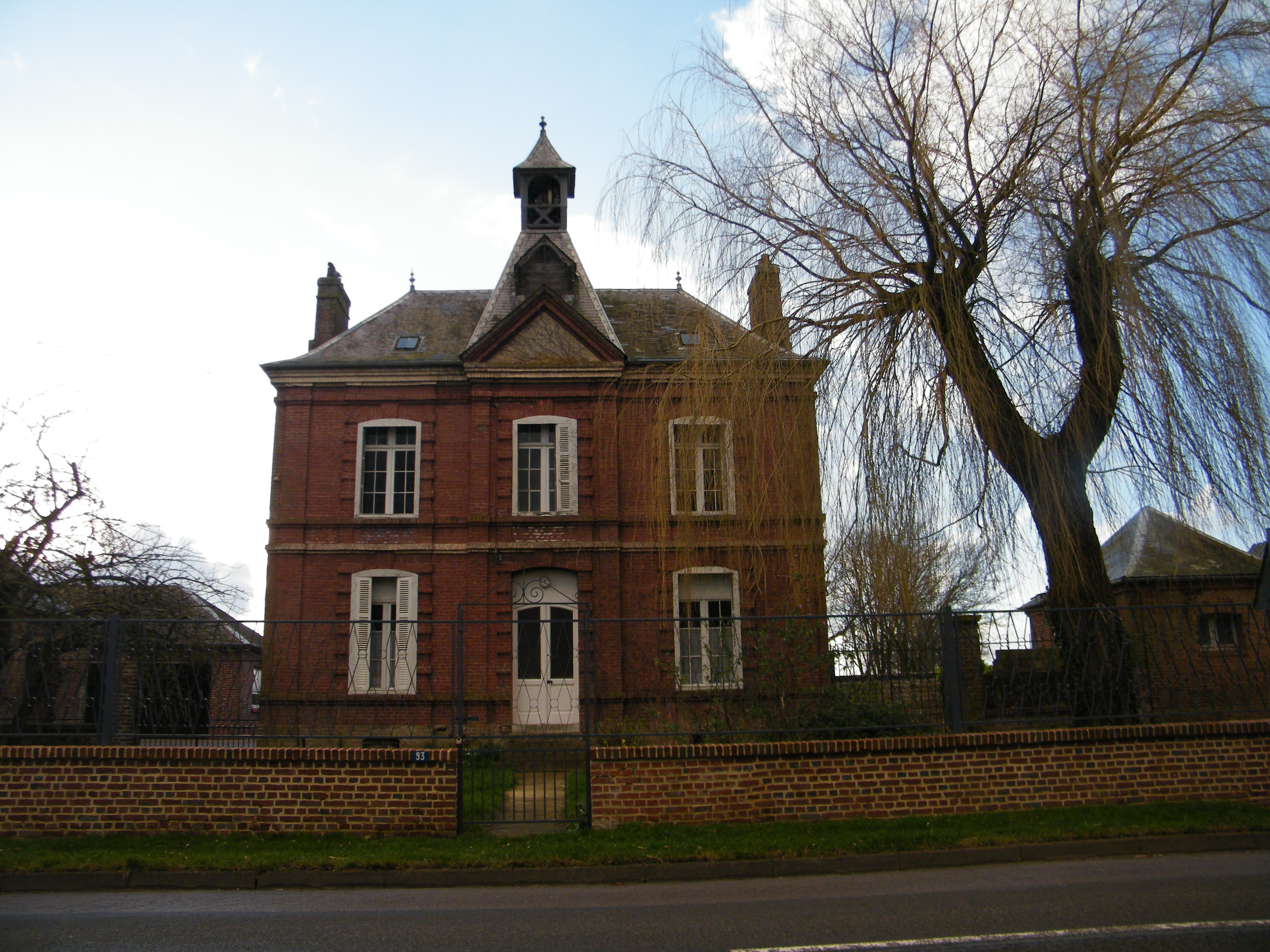
École d'Hocquélus.
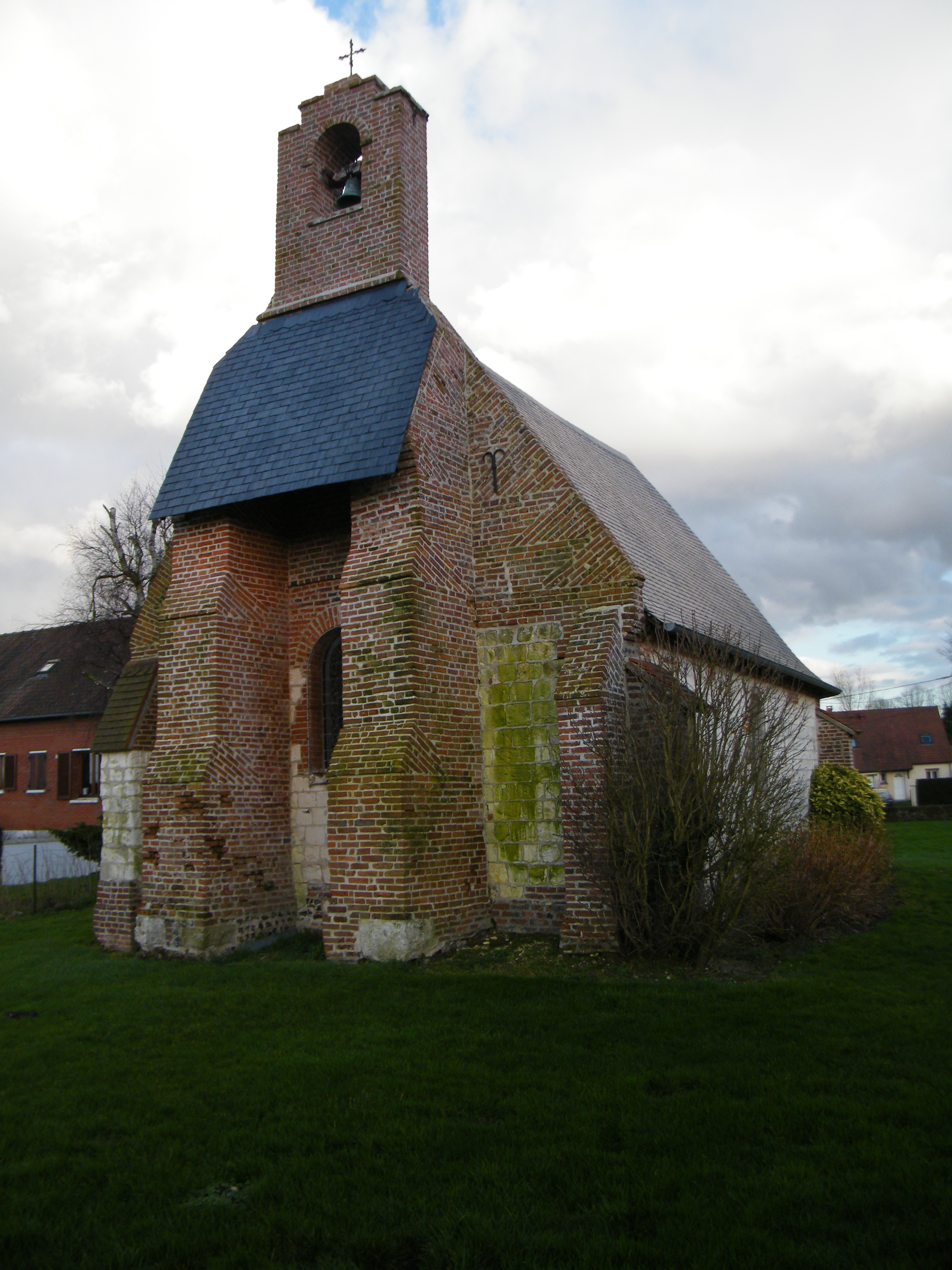
Clocher à campenard d'Hocquélus.
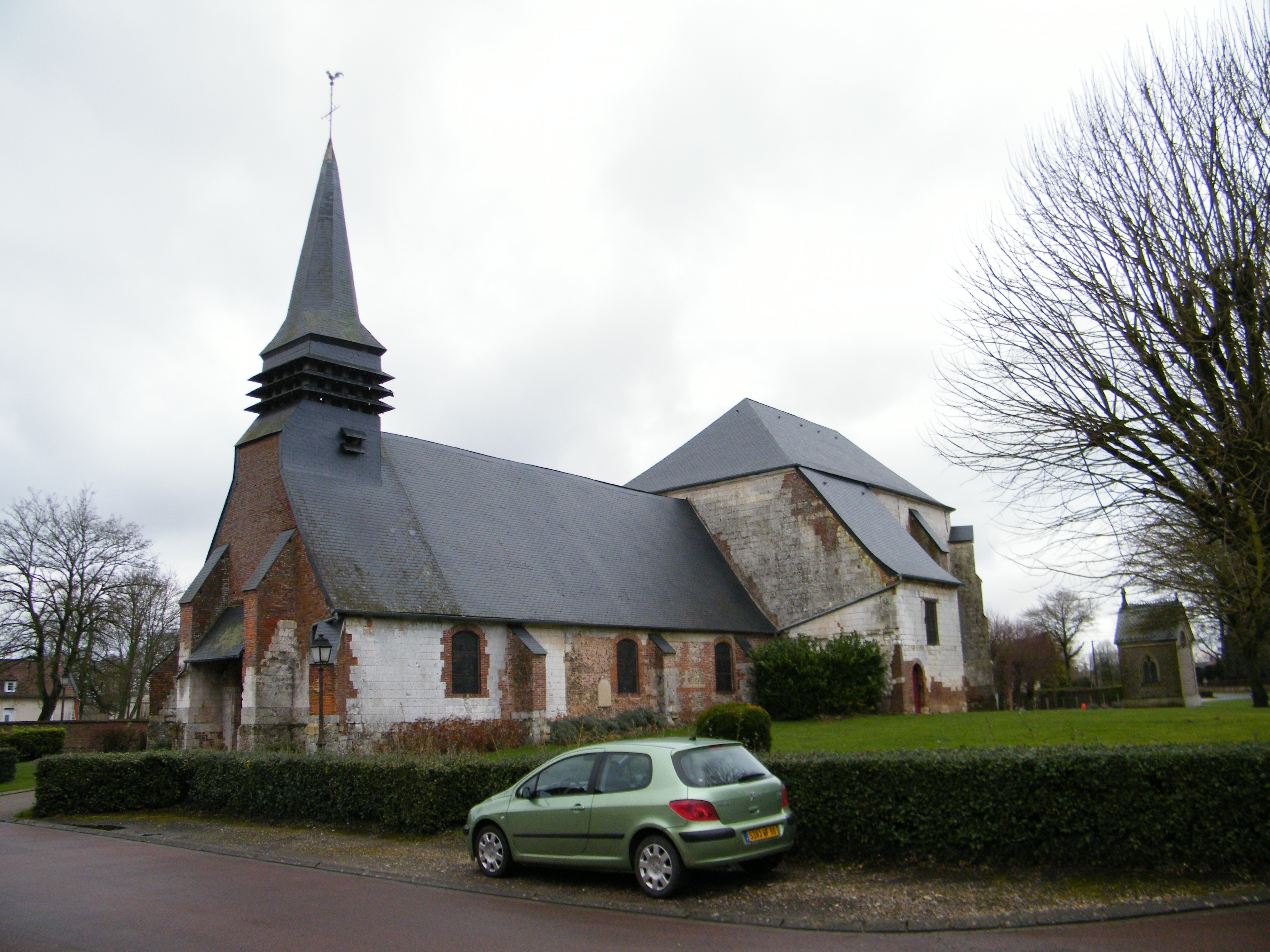
Saint-Martin à Aigneville.
Puits à Courcelles.
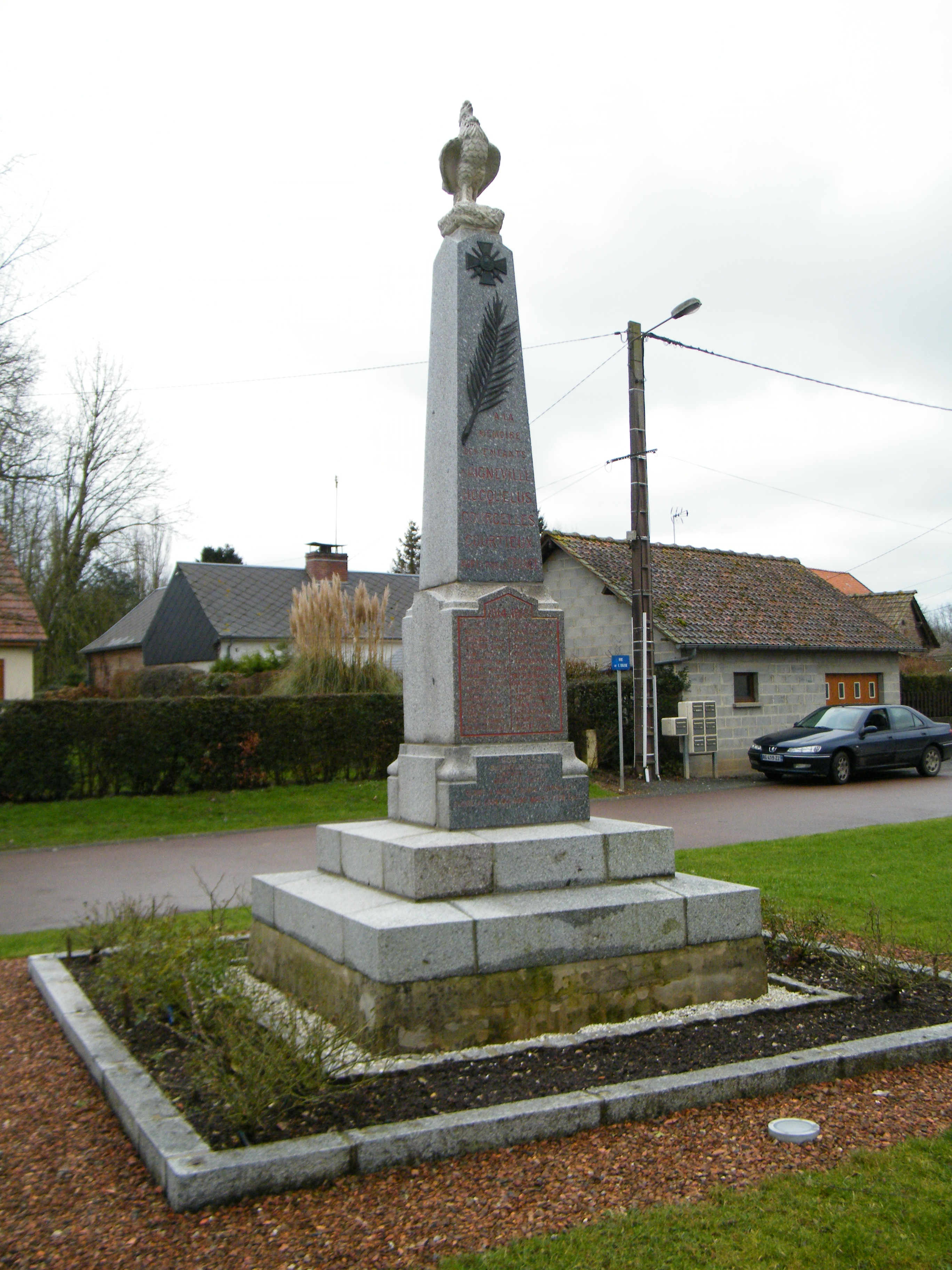
Monument aux morts.
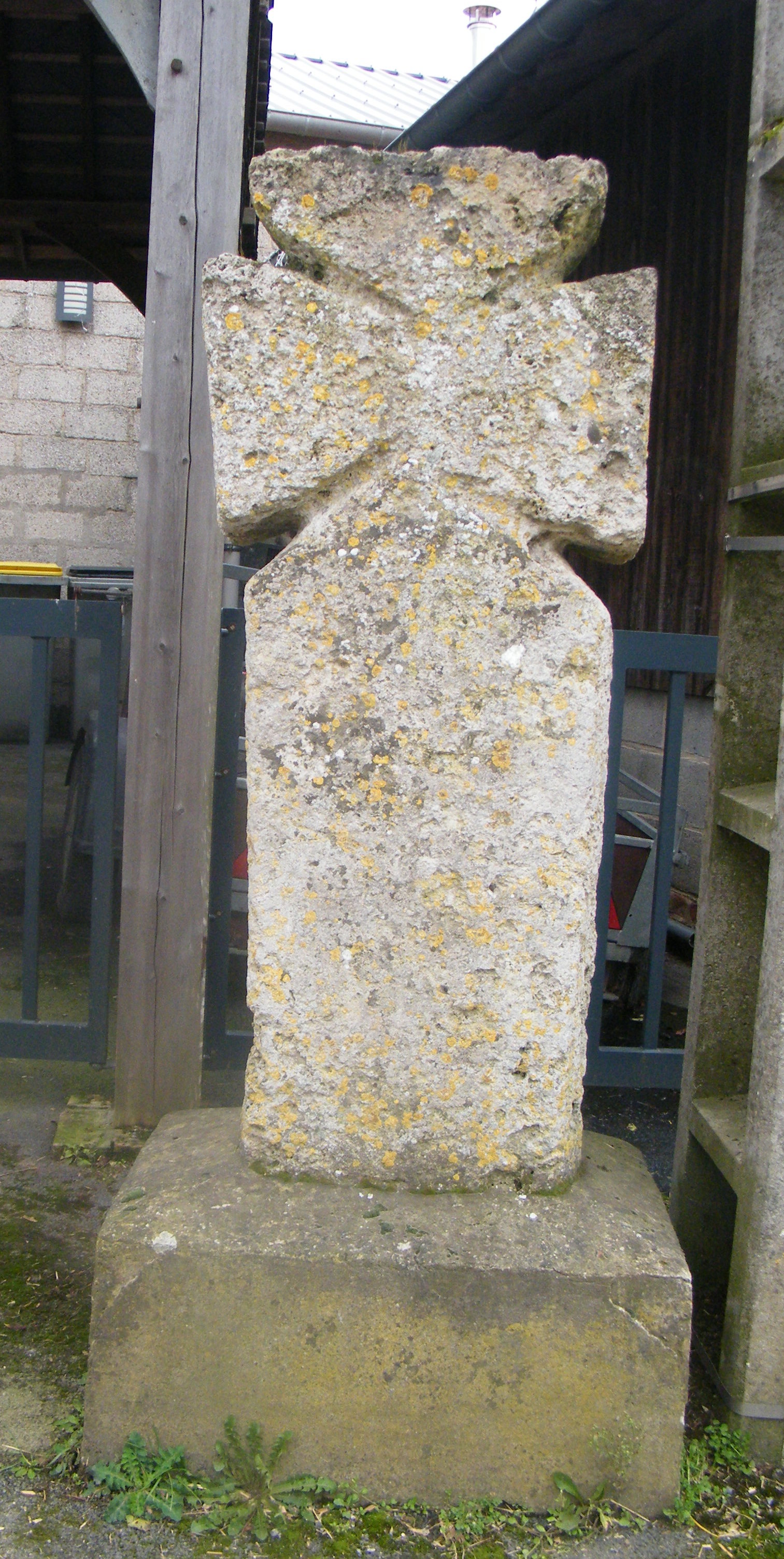
Croix de pierre à Hocquélus.
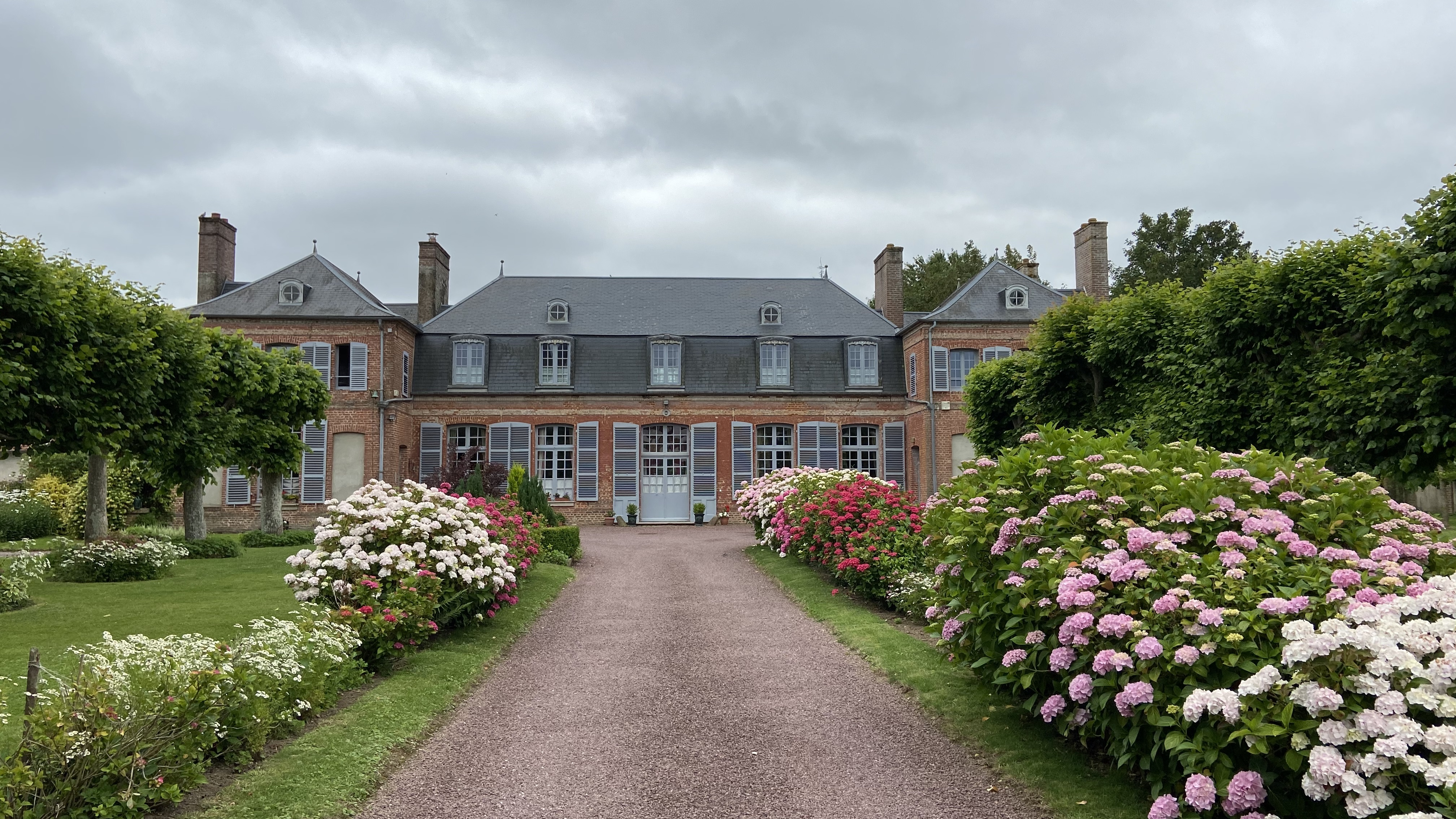
Château d'Aigneville visible depuis la Rue de l'Église.

### Personnalités liées à la commune
- Richard de Prémare, artiste peintre figuratif né en 1936, habitant Aigneville.

### Héraldique
| Blason d'Aigneville | D'argent à l'orle d'azur. Il s'agit des armes des seigneurs du lieu, présents jusqu'au XVe siècle. |